# Marija Kalmykova
Marija Lvovna Kalmykova (ryska: Мария Львовна Калмыкова), född den 14 januari 1978 i Rjazan, dåvarande Sovjetunionen, är en rysk basketspelare som var med och tog OS-brons 2004 i Aten. Detta var första gången Ryssland tog en medalj i damklassen vid de olympiska baskettävlingarna sedan Sovjettiden. 